# Lijst van rijksmonumenten aan de Oudeschans (Amsterdam)
Een overzicht van de 35 rijksmonumenten aan de Oudeschans in Amsterdam.
| Object                                                                                         | Oorspronkelijke functie?  | Bouwjaar                                     | Architect | Locatie                | Coördinaten?                  | Nr.? | Afbeelding        |
| ---------------------------------------------------------------------------------------------- | ------------------------- | -------------------------------------------- | --------- | ---------------------- | ----------------------------- | ---- | ----------------- |
| Pakhuis met puntgevel                                                                          | Gebouw                    | ca. 1750                                     |           | Oudeschans 13huis      | 52° 22' 17" NB, 4° 54' 21" OL | 4013 | Meer afbeeldingen |
| Pand met gevel, versierd met kleine blokjes van elders)                                        | Gebouw                    | 1606/eerste kwart 17e eeuw Herstel 1940/1941 |           | Oudeschans 39          | 52° 22' 15" NB, 4° 54' 16" OL | 4014 | Meer afbeeldingen |
| Pakhuis met puntgevel                                                                          | Gebouw                    | 18e eeuw                                     |           | Oudeschans 51-53       | 52° 22' 14" NB, 4° 54' 14" OL | 4015 | Meer afbeeldingen |
| Pakhuis met puntgevel                                                                          | Gebouw                    | 18e eeuw                                     |           | Oudeschans 55-61       | 52° 22' 14" NB, 4° 54' 13" OL | 4016 | Meer afbeeldingen |
| Pakhuis met puntgevel                                                                          | Gebouw                    | 18e eeuw                                     |           | Oudeschans 63-65       | 52° 22' 14" NB, 4° 54' 13" OL | 4017 | Meer afbeeldingen |
| Pakhuis met puntgevel                                                                          | Opslag                    | 18e eeuw                                     |           | Oudeschans 67 A t/m F  | 52° 22' 14" NB, 4° 54' 12" OL | 4018 | Meer afbeeldingen |
| Pakhuis met puntgevel                                                                          | Gebouw                    | 18e eeuw                                     |           | Oudeschans 69 A t/m G  | 52° 22' 14" NB, 4° 54' 12" OL | 4019 | Meer afbeeldingen |
| Pakhuis met puntgevel                                                                          | Gebouw                    | 18e eeuw                                     |           | Oudeschans 71          | 52° 22' 13" NB, 4° 54' 12" OL | 4020 | Meer afbeeldingen |
| Dubbel pakhuis met trapeziumgevel                                                              | Gebouw                    | 18e eeuw                                     |           | Oudeschans 79          | 52° 22' 13" NB, 4° 54' 11" OL | 4021 | Meer afbeeldingen |
| Pakhuis met puntgevel                                                                          | Gebouw                    | 18e eeuw                                     |           | Oudeschans 81          | 52° 22' 13" NB, 4° 54' 10" OL | 4022 | Meer afbeeldingen |
| Pakhuis met puntgevel                                                                          | Gebouw                    | 18e eeuw                                     |           | Oudeschans 83          | 52° 22' 13" NB, 4° 54' 10" OL | 4023 | Meer afbeeldingen |
| Pakhuis met puntgevel                                                                          | Gebouw                    | 18e eeuw                                     |           | Oudeschans 85          | 52° 22' 13" NB, 4° 54' 10" OL | 4024 | Meer afbeeldingen |
| Hoekhuis waarvan de gevel                                                                      | Gebouw                    | 18e/19e eeuw                                 |           | Oudeschans 116         | 52° 22' 14" NB, 4° 54' 7" OL  | 941  | Meer afbeeldingen |
| Montelbaanstoren                                                                               | Fort, vesting en -onderdl | 1516                                         |           | Oudeschans 2           | 52° 22' 19" NB, 4° 54' 20" OL | 4025 | Meer afbeeldingen |
| Pand met gevel onder in- en uitgezwenkte, lijstvormige top en twee medaillons met borstbeelden | Gebouw                    | eerste kwart 18e eeuw                        |           | Oudeschans 6           | 52° 22' 19" NB, 4° 54' 19" OL | 4026 | Meer afbeeldingen |
| Pand met 18e-eeuwse gevel onder 19e-eeuwse klokvormige top met rollagen                        | Woonhuis                  | 18e/19e eeuw                                 |           | Oudeschans 8           | 52° 22' 19" NB, 4° 54' 19" OL | 4027 | Meer afbeeldingen |
| Pand met gevel onder rechte lijst                                                              | Gebouw                    | 18e/19e eeuw                                 |           | Oudeschans 10          | 52° 22' 19" NB, 4° 54' 19" OL | 4028 | Meer afbeeldingen |
| Pand met gevel onder rechte lijst en stenen topje                                              | Gebouw                    | 17e/19e eeuw                                 |           | Oudeschans 18          | 52° 22' 18" NB, 4° 54' 17" OL | 4029 | Meer afbeeldingen |
| Pand met gevel onder rechte lijst                                                              | Gebouw                    | 18e/19e eeuw                                 |           | Oudeschans 20          | 52° 22' 18" NB, 4° 54' 17" OL | 4030 | Meer afbeeldingen |
| Hoekhuis met klokgevel, houten pui en pothuis tegen de zijgevel                                | Gebouw                    | derde kwart 18e eeuw                         |           | Oudeschans 24          | 52° 22' 18" NB, 4° 54' 15" OL | 4031 | Meer afbeeldingen |
| Pand met halsgevel                                                                             | Gebouw                    | eerste of tweede kwart 18e eeuw              |           | Oudeschans 36B, E, H   | 52° 22' 18" NB, 4° 54' 13" OL | 4032 | Meer afbeeldingen |
| Hoekhuis met gevel onder rechte lijst met consoles                                             | Gebouw                    | laatste kwart 18e eeuw                       |           | Oudeschans 38          | 52° 22' 17" NB, 4° 54' 13" OL | 4033 | Meer afbeeldingen |
| Huis met gevel onder rechte lijst                                                              | Gebouw                    | 16e/17e/19e eeuw                             |           | Oudeschans 42          | 52° 22' 17" NB, 4° 54' 13" OL | 4034 | Meer afbeeldingen |
| Pand met gevel onder rechte lijst                                                              | Gebouw                    | eerste kwart 19e eeuw                        |           | Oudeschans 44A         | 52° 22' 17" NB, 4° 54' 13" OL | 4035 | Meer afbeeldingen |
| Pand met klokgevel                                                                             | Gebouw                    | derde kwart 18e eeuw                         |           | Oudeschans 46A         | 52° 22' 16" NB, 4° 54' 12" OL | 4036 | Meer afbeeldingen |
| Pand met klokgevel met twee stoepen                                                            | Gebouw                    | derde kwart 18e eeuw                         |           | Oudeschans 52          | 52° 22' 16" NB, 4° 54' 12" OL | 4037 | Meer afbeeldingen |
| Pand met gevel onder verhoogde lijst met consoles                                              | Gebouw                    | ca. 1725                                     |           | Oudeschans 66A t/m 66E | 52° 22' 15" NB, 4° 54' 10" OL | 4038 | Meer afbeeldingen |
| Pand met gevel onder verhoogde lijst met consoles                                              | Gebouw                    | ca. 1725                                     |           | Oudeschans 68A t/m 68E | 52° 22' 15" NB, 4° 54' 9" OL  | 4039 | Meer afbeeldingen |
| Pand met gevel onder zandstenen verhoogde lijst met consoles en gebeeldhouwd opzetstuk         | Gebouw                    | tweede kwart 18e eeuw                        |           | Oudeschans 70          | 52° 22' 15" NB, 4° 54' 9" OL  | 4040 | Meer afbeeldingen |
| Pand met gevel onder gebeeldhouwde zandstenen verhoogde lijst met consoles                     | Gebouw                    | tweede kwart 18e eeuw                        |           | Oudeschans 72          | 52° 22' 15" NB, 4° 54' 9" OL  | 4041 | Meer afbeeldingen |
| Pand met gevel onder zandstenen lijst met consoles en attiek waarin een tijger                 | Gebouw                    | vermoedelijk 1723                            |           | Oudeschans 92          | 52° 22' 15" NB, 4° 54' 8" OL  | 4042 | Meer afbeeldingen |
| Pand met gevel onder zandstenen lijst met consoles en attiek waarin een tijger                 | Gebouw                    | vermoedelijk 1723                            |           | Oudeschans 100         | 52° 22' 15" NB, 4° 54' 8" OL  | 4043 | Meer afbeeldingen |
| Pand met gevel onder rechte lijst                                                              | Gebouw                    | eerste kwart 19e eeuw                        |           | Oudeschans 108         | 52° 22' 15" NB, 4° 54' 8" OL  | 4044 | Meer afbeeldingen |
| Pand met gevel onder klokvormige top met rollagen                                              | Gebouw                    | 18e/19e eeuw                                 |           | Oudeschans 120         | 52° 22' 14" NB, 4° 54' 7" OL  | 4046 | Meer afbeeldingen |
| Huis met nieuwe puntgevel                                                                      | Gebouw                    | 17e of 18e eeuw                              |           | Oudeschans 128         | 52° 22' 14" NB, 4° 54' 7" OL  | 4047 | Meer afbeeldingen |